# صورة اليوم الفلكية
صورة اليوم الفلكية (بالإنجليزية: Astronomy Picture of the Day)‏ (APOD) هو موقع على شبكة الإنترنت تقدمه وتشرف علية وكالة ناسا وجامعة ميشيغان التقنية .وفقا للموقع "يتم عرض صورة مختلفة كل يوم أو صورة لكوننا تقدم إلى الجمهور، جنبا إلى جنب مع شرح موجز يكتبه فلكي خبير.
الصورة لا تتوافق بالضرورة إلى حدث فلكي في اليوم المحدد الذي يتم عرضها فية، ويتم تكرار الصور في بعض الأحيان.
ومع ذلك، فإن الصور والوصف تستند في الغالب إلى الأحداث الجارية في علم الفلك واستكشاف الفضاء. النص يحتوي على عدة وصلات لمزيد من الصور والمواقع لمزيد من المعلومات.هذه الصور هي إما صور في الطيف المرئي أو صور في موجات غير مرئية وتعرض بالوان زائفة، أو لقطات فيديو، أو رسوم متحركة، أو عبارة عن تصور فني، أو صورة مجهرية تتعلق بالفضاء أو علم الكونيات. يتم تخزين الصور السابقة في أرشيف APOD، والصورة الأولى التي ظهرت على الموقع كانت في 16 يونيو 1995 .